# Street Dancers
Pour plus de détails, voir Fiche technique et Distribution.
Street Dancers (You Got Served) est un film de danse hip-hop américain réalisé par Chris Stokes, sorti en 2004.

## Synopsis
David (Omarion Grandberry) et Elgin (Marques Houston), deux copains vivant à Los Angeles, sont passionnés de danse hip-hop et ont même un crew. Ils sont les meilleurs de la ville jusqu'au jour où deux autres danseurs (Max et Wade) d'un autre groupe ne les défient et pas à n'importe quel prix. Elgin, ne voulant pas se rabaisser devant Wade et sa bande, accepte le défi malgré le manque d'entraînement et surtout de la mise de 5000 $ demandée pour ce battle. Malgré l'aide de sa grand-mère, qui lui avancera une partie de la somme réclamée, ils subiront leur première débâcle, en partie à cause de Sonny, un de leurs partenaires, qui change de camps et révèle au crew rival tous les pas de danse de son ancien groupe. Entre-temps David tombe littéralement amoureux de Liyah, la sœur d'Elgin. Ce dernier est furieux que son ami préfère draguer sa sœur plutôt que de l'aider à faire le sale boulot du dealer Emerald. Elgin décide de monter un autre groupe sans David mais la mort du jeune Lil Saint, enfant défavorisé des quartiers vivant sous l'aile de Rico, va les forcer à se réunir pour le battle finale contre le groupe de Wade et Max pour un gain de 50000 dollars.

## Fiche technique
- Titre original : You Got Served
- Titre québécois : Duel Hip-Hop
- Editeur : Screen Gems aux (USA), Columbia/TriStar en France
- Réalisation et scénario : Chris Stokes
- Production : Ketrina "Taz" Askew, Marcus Morton & Cassius Vernon Weathersby
- Photographie : David Hennings
- Chorégraphies : Dave Scott et Shane Sparks
- Musique : Tyler Bates
- Durée du film : 91 minutes
- Dates de sortie cinéma : 
  - le 30 janvier 2004 aux États-Unis
  - le 2 juin 2004 en France

### Production
Le film fait partie des nombreux films tournés au Quality Cafe, à Downtown Los Angeles.

## Distribution
- Marques Houston (VF : Lucien Jean-Baptiste) : Elgin
- Omarion Grandberry (VF : Alexis Tomassian) : David
- Jennifer Freeman (VF : Laura Blanc) : Liyah
- Jarell Houston (VF : Tanguy Goasdoué) : Rico
- DeMario Thornton (VF : Serge Faliu) : Vick
- Lil' Fizz (en) (VF : Donald Reignoux) : Rashann
- Meagan Good (VF : Annie Milon) : Beautifull
- Michael Taliferro (VF : Patrick Gosselin) : Emerald
- Steve Harvey (VF : Saïd Amadis) : Mr. Rad
- Lil' Kim : elle-même
- Malcolm David Kelley : Lil Saint
- Marty Dew : Marty
- Young Rome (VF: Christophe Peyroux) : Sonny
- Christopher Jones (VF : Laurent Morteau) : Wade
- Robert Hoffman : Max
- Wade Robson : lui-même
- La La Anthony (VF : Pascale Vital) : elle-même
- Esther Scott (VF : Jacqueline Cohen) : grand-mère d'Elgin et Liyah

## Autour du film
- Les chorégraphes du film ont dû effectuer un casting de plus de 800 personnes pour obtenir à la fin 80 individus qui forment les crews que le groupe de David et Elgin affronte dans le film.
- Quelques stars de la télévision et de la musique comme Steve Harvey (du Steve Harvey Show), la rappeuse Lil' Kim ou encore les deux présentateurs de la chaîne musicale MTV "La La" Vasquez et Wade Robson (du Wade Robson Project) font une apparition dans le film.